# Kruševac (stacja kolejowa)
Kruševac – stacja kolejowa w Kruševac, w Serbii. Znajdują się tu 4 perony.